# Adolfo Hohenstein
Adolf o Adolfo Hohenstein (San Pietroburgo, 18 marzo 1854 – Bonn, 12 aprile 1928) è stato un pittore, pubblicitario, illustratore, scenografo e figurinista tedesco.
Esponente del Liberty, assieme a Leonetto Cappiello, Giovanni Maria Mataloni, Leopoldo Metlicovitz e Marcello Dudovich, è stato uno dei padri del moderno cartellonismo pubblicitario italiano.

## Biografia

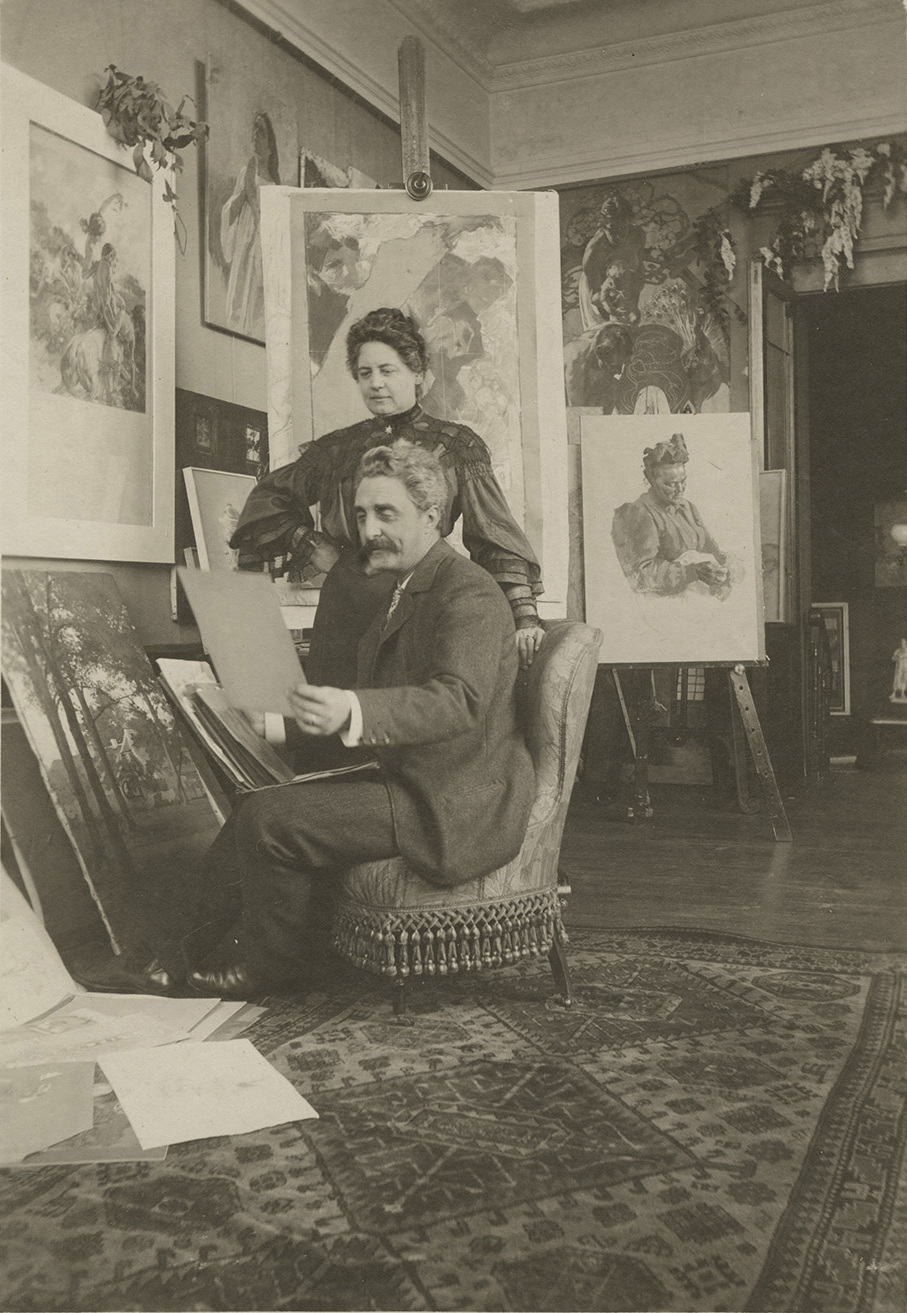
Adolfo Hohenstein con la moglie Edwig Plaskuda nel suo studio a Bonn nel 1905

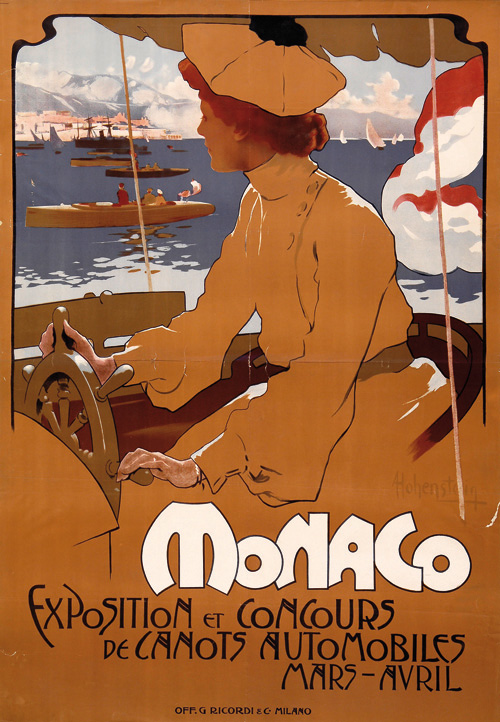
Manifesto pubblicitario del 1900

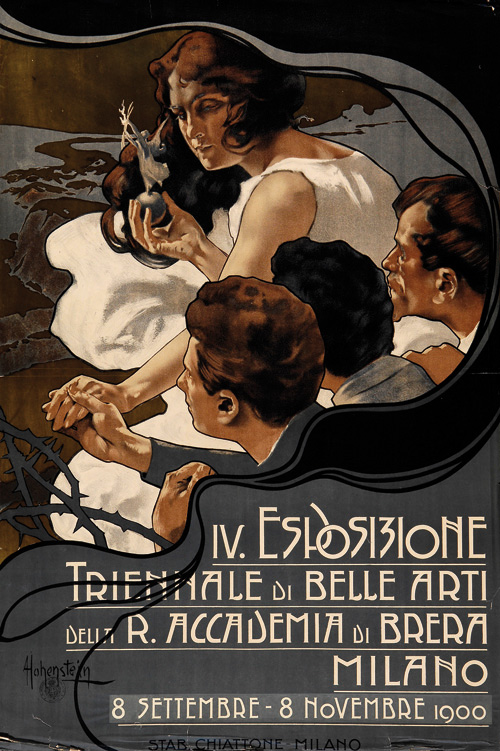
Manifesto pubblicitario del 1900

Nato a Pietroburgo da Julius, ingegnere forestale, e Laura Irack, Adolf Hohenstein cresce a Vienna, dove compie gli studi.
Si stabilisce a Milano, poco più che ventenne, intorno al 1880, lavorando come scenografo e come costumista per La Scala e per altri teatri. Incontra l'editore musicale Giulio Ricordi e nel 1889 inizia a lavorare per le Officine Grafiche Ricordi, di cui diviene in breve tempo direttore artistico curandone sia la parte grafica (suoi i manifesti per La bohème, Tosca, per la pubblicità della Campari, della Buitoni e del Corriere della Sera, insieme a innumerevoli cartoline, copertine di spartiti e libretti), sia la parte teatrale (scene e costumi per opere, tra cui Falstaff di Verdi (1893) e gran parte delle opere di Puccini, dai bozzetti di Le Villi (1884) al manifesto di Madama Butterfly (1904)).

Alla Ricordi ha come collega Giovanni Maria Mataloni e come allievi Leopoldo Metlicovitz e Marcello Dudovich.
Nei primi anni del Novecento, dopo aver sposato la vedova Edwig Plaskuda, compie spostamenti sempre più frequenti tra l'Italia e la Germania fino al 1906, anno in cui, dopo aver vinto il concorso per il simbolo grafico e la cartolina bandito nell'ambito dell'Esposizione per il Traforo del Sempione, lascia definitivamente Milano per Düsseldorf, per poi trasferirsi a Bonn nel 1918. Gli anni tedeschi lo vedono impegnato in particolare come pittore in molte esposizioni e nella decorazione di numerosi edifici, fra cui uno dei primi in cemento armato costruito in Renania (1911).
Muore a Bonn il 12 aprile 1928.

## Opere

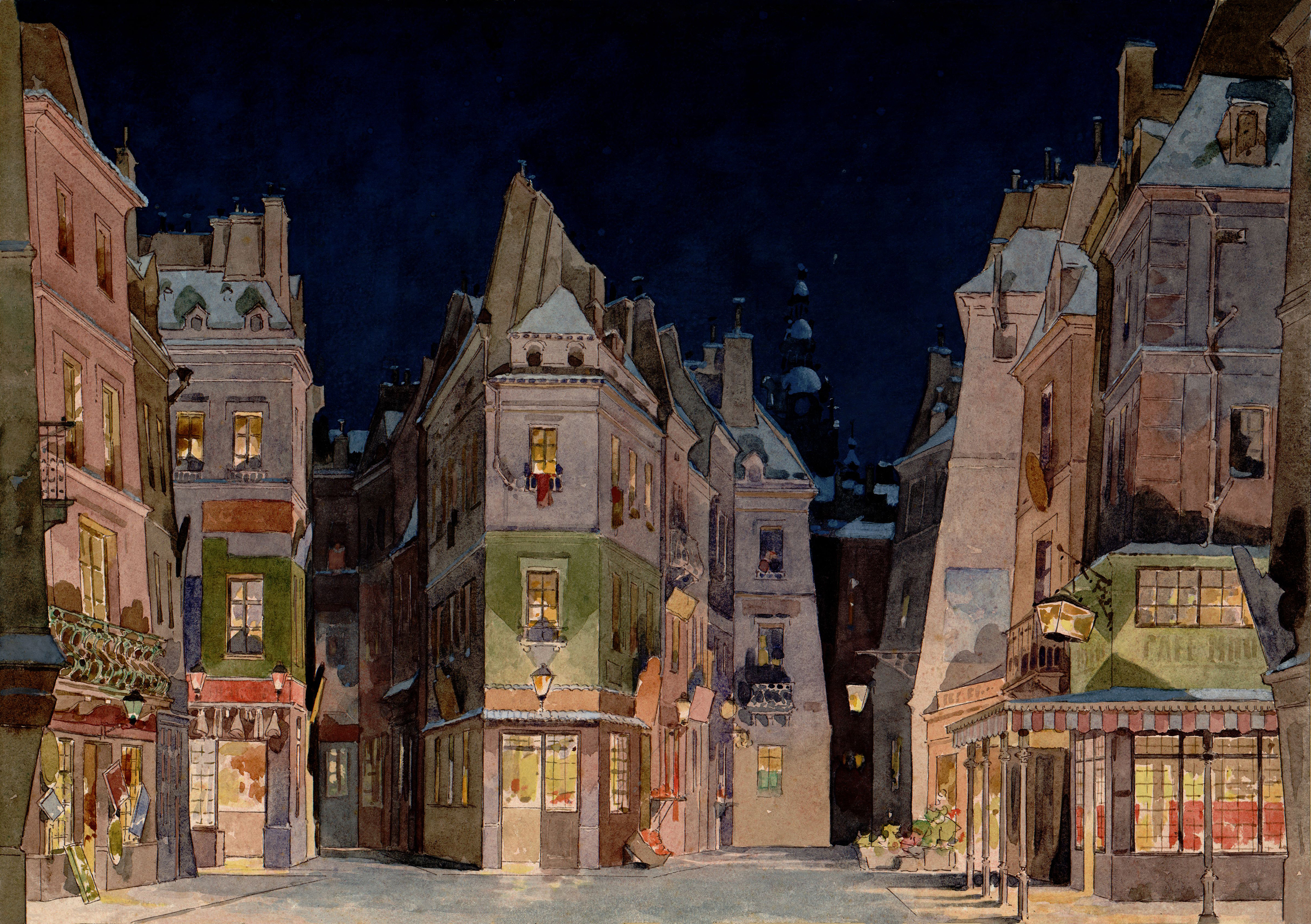
Bozzetto per la scenografia de La bohème di Giacomo Puccini (1896)

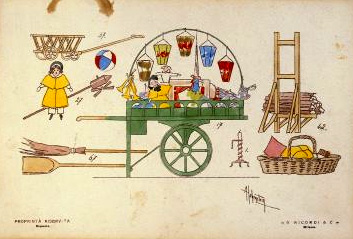
Tavola di attrezzeria per La bohème di Giacomo Puccini (1896)

### Principali manifesti
- 1898 - Corriere della Sera
- 1898 - Cintura Calliano contro il mal di mare
- 1899 - Onoranze a Volta nel centenario della pila
- 1899 - Cesare Urtis & Co. Torino. Forniture elettriche
- 1900 - IV Esposizione Triennale di Belle Arti di Milano
- 1900 - Esposizione d'Igiene
- 1900 - Monte Carlo. Tir aux pigeons
- 1900 - Monaco. Exposition et concours de canots automobiles
- 1901 - Bitter Campari
- 1905 - Fiammiferi senza fosforo del Dottor Craveri
- 1906 - Birra Italia

### Principali opere per il teatro (Archivio Storico Ricordi)
- Giacomo Puccini, Le Villi, Milano, Teatro Dal Verme, 31 maggio 1884

2 bozzetti originali
2 tavole di attrezzeria
- Giacomo Puccini, Edgar, Milano, Teatro alla Scala, 21 aprile 1889

54 figurini originali
5 tavole di attrezzeria
- Richard Wagner, I maestri cantori di Norimberga, Milano, Teatro alla Scala, 26 dicembre 1889

62 figurini originali
4 tavole di attrezzeria
- Alfredo Catalani, Loreley, Torino, Teatro Regio, 16 febbraio 1890

42 figurini originali
- Alfredo Catalani, La Wally, Milano, Teatro alla Scala, 20 gennaio 1892

4 bozzetti originali
41 figurini originali
1 tavola attrezzeria
- Alberto Franchetti, Cristoforo Colombo, Milano, Teatro alla Scala, 26 gennaio 1892

90 figurini originali
- Niccolò van Westerhout, Cimbelino, Roma, Teatro Argentina, 7 aprile 1892

37 figurini originali
3 tavole attrezzi
- Giacomo Puccini, Manon Lescaut, Torino, Teatro Regio, 1893

57 figurini originali
4 tavole attrezzeria
- Giuseppe Verdi, Falstaff, Milano, Teatro alla Scala, 9 febbraio 1893

5 bozzetti originali
41 figurini originali
4 tavole attrezzeria
13 disegni a matita e acquerello
- Giacomo Puccini, La bohème, Torino, Teatro Regio, 1º febbraio 1896

3 bozzetti originali
62 figurini originali
4 tavole attrezzeria
- Pietro Mascagni, Iris, Roma, Teatro Costanzi, 22 novembre 1898

3 bozzetti originali
40 figurini originali
9 tavole attrezzeria
1 ritratto di Mascagni
- Giacomo Puccini, Tosca, Roma, Teatro Costanzi, 14 gennaio 1900[1]

3 bozzetti originali
49 figurini originali
4 tavole attrezzeria
- Alberto Franchetti, Germania, Milano, Teatro alla Scala, 1º marzo 1902

4 bozzetti originali
95 figurini originali
7 tavole attrezzeria
- Franco Alfano, Risurrezione, Torino Teatro Regio, 1904

2 tavole attrezzeria

### Esposizioni
- 1894 - Esposizioni Riunite, Milano, Biblioteca nazionale braidense
- 1911 - Katalog der Großen Kunstausstellung Düsseldorf (27 maggio - 8 ottobre), Düsseldorf, Kunstpalast
- 1912 - Katalog der Frühjahrs-Ausstellung (3 marzo - 14 aprile), Düsseldorf, Kunstpalast
- 1916 - Kunstchronik, Neue Folge 26, Monaco, Zentralinstitut für Kunstgeschichte
- 1917 - Große Berliner Kunstausstellung (16 giugno - 30 settembre), Düsseldorf, Kunstpalast: un dipinto in olio, Schwarzwaldküche (cucina di una casa nella Foresta Nera)[2]